# تام دولی
توماس سی. دولا (تولد ۲۲ ژوئن ۱۸۴۵ - درگذشته ۱ می ۱۸۶۸) یک سرباز پیشین آمریکایی بود که
بازنشسته شد، متهم شد و به خاطر قتل نامزدش، لورا فاستر، به دار مجازات آویخته شد. محاکمه و به دار آویختن او توجه ملی را از طریق روزنامه‌هایی مانند نیویورک تایمز جلب کرد و بنابراین داستان او تبدیل به یک افسانه محلی شد. محاکمه، محکومیت و اعدام در استیتسویل اتفاق افتاد، در صورتیکه قتل در شهر ویلکس کانتی، کارولینای شمالی اتفاق افتاد. بحث‌های قابل توجهی در اطراف محکومیت و اعدام او وجود داشت. در سال‌های پس از آن، یک آهنگ فولک نوشته شد (با نام «تام دولی»، براساس تلفظ در لهجه محلی) و بسیاری از سنت‌های شفاهی وابسته به آن منتقل شد.

اتفاقات اطراف قتل فاستر، و پس از آن اعدام دولا سبب شد که گروه سه نفری کینگ استون یک نسخه پرفروش به نام تصنیف قتل (Murder ballad) در سال ۱۹۵۸ ضبط کردند. دولا احتمالاً جد کمدین کیم وایتلی است.